# Ole Gunnar Fidjestøl
Ole Gunnar Fidjestøl (* 21. März 1960 in Kristiansand) ist ein ehemaliger norwegischer Skispringer.

## Werdegang
Fidjestøl wurde 1988 in Oberstdorf Weltmeister im Skifliegen. Im selben Jahr gewann er im Mannschaftsspringen die Bronzemedaille bei den Olympischen Winterspielen in Calgary. Ebenfalls mit der Mannschaft wurde er 1987 und 1989 Vizeweltmeister. Fidjestøls größte Stärke war das Skifliegen. Neben seinem einzigen Weltmeistertitel errang er auch drei seiner vier Weltcupsiege auf Flugschanzen.

## Erfolge

### Weltcupsiege im Einzel
| Nr. | Datum            | Ort       | Typ           |
| --- | ---------------- | --------- | ------------- |
| 1.  | 23. Februar 1985 | Harrachov | Flugschanze   |
| 2.  | 15. März 1987    | Planica   | Flugschanze   |
| 3.  | 21. Januar 1989  | Oberhof   | Normalschanze |
| 4.  | 19. März 1989    | Harrachov | Flugschanze   |

### Schanzenrekorde
| Ort       | Land       | Weite               | aufgestellt am   | Rekord bis   |
| --------- | ---------- | ------------------- | ---------------- | ------------ |
| Harrachov | Tschechien | 183,0 m (HS: 205 m) | 23. Februar 1985 | 9. März 1996 |

## Trivia
Das Wiener Liedermacher-Duo Christoph & Lollo widmete ihm ein Stück auf ihrem 2000 erschienenen Album Mehr Schispringerlieder.